# Emma Stenlöf
Emma Stenlöf (ur. 25 czerwca 1996) – szwedzka lekkoatletka specjalizująca się w wielobojach.
W 2013 sięgnęła po srebro mistrzostw świata juniorów młodszych w Doniecku. 
Rekordy życiowe: siedmiobój (sprzęt juniorów młodszych) – 5649 pkt. (15 września 2013, Kalamar).  

## Osiągnięcia
| Rok  | Impreza                               | Miejsce    | Konkurencja | Lokata     | Wynik     |
| ---- | ------------------------------------- | ---------- | ----------- | ---------- | --------- |
| 2013 | Mistrzostwa świata juniorów młodszych | Donieck    | siedmiobój  | 2. miejsce | 5590 pkt. |
| 2014 | Mistrzostwa świata juniorów           | Eugene     | siedmiobój  | 8. miejsce | 5562 pkt. |
| 2015 | Mistrzostwa Europy juniorów           | Eskilstuna | siedmiobój  | 6. miejsce | 5600 pkt. |